# Eublemma monotona
Eublemma monotona är en fjärilsart som beskrevs av Le Cerf 1911. Eublemma monotona ingår i släktet Eublemma och familjen nattflyn. Inga underarter finns listade i Catalogue of Life.